# Кути (Підкарпатське воєводство)
Кути (пол. Kąty) — лемківське село в Польщі, у гміні Новий Змигород Ясельського повіту Підкарпатського воєводства.
Населення — 1020 осіб (2011).

## Розташування
Лежить у верхів'ях річки Віслока на північних схилах Низьких Бескидів при воєводській дорозі № 992.
Знаходиться за 6 км до центру гміни села Новий Змигород, 22 км до повітового центру Ясло і 63 км до воєводського центру Ряшева.

## Історія
До 1945 р. греко-католики села належали до парохії Дошниця Дуклянського деканату, до якої також входили Галбів, Явір'я, Скальник і Березова. Метричні книги провадились від 1784 р.
У 1945 році частину українців було переселено на схід України, а решту в 1947 році в результаті операції «Вісла» було депортовано на понімецькі землі Польщі.
У 1975—1998 роках село належало до Кросненського воєводства.

## Демографія
Демографічна структура станом на 31 березня 2011 року:
|          | Загалом | Допрацездатний вік | Працездатний вік | Постпрацездатний вік |
| -------- | ------- | ------------------ | ---------------- | -------------------- |
| Чоловіки | 512     | 123                | 339              | 50                   |
| Жінки    | 508     | 108                | 283              | 117                  |
| Разом    | 1020    | 231                | 622              | 167                  |